# Hermano Damasceno
Eduardo Gilberto Perret Viragnoux (Cervens, Saboya, 8 de octubre de 1874 - Montevideo, 28 de abril de 1957), conocido como Hermano Damasceno o H.D., fue un religioso católico, educador e historiador uruguayo de origen francés. 

## Biografía
Nació con el nombre Eduardo Gilberto Perret Viragnoux y sus padres fueron Dositeo Perret y Josefa Viragnoux y a los 14 años ingresó en el seminario de los Hermanos de la Sagrada Familia de Belley. El 25 de agosto de 1891 se consagró Hermano en el Instituto de los Hermanos de la Sagrada Familia. En octubre de ese mismo año viajó a Uruguay con otros cinco hermanos. Llegó a Montevideo el 15 de noviembre y fue destinado al Colegio de la Sagrada Familia ubicado en el barrio de la Aguada, que en ese entonces llevaba dos años funcionando y contaba con 180 alumnos.
A partir de ese momento comenzó su larga y fecunda vida dedicada totalmente a la educación, compromiso fundamental de su trayectoria. Sin dejar de lado sus compromisos de maestro y viendo la falta de textos escolares para los alumnos, comenzó con otros hermanos, la redacción de libros de texto para los diferentes años de la enseñanza primaria y secundaria, en distintas asignaturas. 
En 1900, a los 26 años, escribió su Ensayo de Historia Patria. En 1903 se editaron sus libros de historia, que alcanzarían las dieciocho ediciones. A partir de 1908 publicó los textos de gramática castellana, catecismo y cronología de la historia patria. La gran aceptación por parte de los maestros y alumnos de las escuelas públicas y privadas de Uruguay superó los cálculos más optimistas. Con adaptaciones, se usaron a lo largo de los años, siendo los materiales útiles y valiosos para generaciones de uruguayos.
Juntamente con H.D. otros hermanos publicaron diferentes libros de texto, como la "Aritmética" de Pedro Martín, y otros textos sobre geografía, contabilidad, francés, caligrafía, taquigrafía y dactilografía. Con su "Vademécum del Maestro", H.D. supo sistematizar el estilo de enseñanza de los hermanos de la Sagrada Familia.
Fue director del Colegio de la Sagrada Familia entre 1914 y 1924. Cuando dejó el cargo de director el colegio contaba con 900 alumnos. Siguieron publicaciones de otros libros, como la "Historia Americana", el "Compendio de Historia Nacional", los "Cursos de Religión", el "Devocionario de la Sagrada Familia", las "Lecciones de Gramática Española" y las "Lecciones de Composición y Estilo". 
La República Francesa "queriendo darle un  testimonio particular de su alta estima viene a conferirle la Cruz de Caballero de la Orden Nacional de la Legión de Honor". La Santa Sede le otorgó la medalla Benemerenti, "por haber sabido grabar páginas gloriosas para la fe católica en el Río de la Plata".
El 11 de octubre de 1945 H.D. fue elegido miembro del Instituto Histórico y Geográfico del Uruguay.

## Obras
- 'Curso de Historia Patria'
- 'Historia Americana'
- 'Ensayo de Historia Patria' (1900)
- 'Cronología de la Historia Patria' (1913)
- 'Curso de Gramática castellana'
- 'Curso de Religión'
- 'La Aguada a través de la historia'
- 'La Agraciada a través de la historia patria'
- 'Cien años dé historia patria vistos desde un avión'

## Libros sobre el Hermano Damasceno
- Néstor Achigar, Hugo Varela Brown, Mª. Beatriz Eguren, Hermano Damasceno. Un aporte a la cultura uruguaya, Colegio y Liceo Sagrada Familia, Montevideo, 2007, 278 pp.

- Datos: Q5895709
- Multimedia: Eduardo Perret Viragnoux / Q5895709